# Брасселс (Іллінойс)
Брасселс (англ. Brussels) — селище (англ. village) в США, в окрузі Калгун штату Іллінойс. Населення — 116 осіб (2020).

## Географія
Брасселс розташований за координатами 38°56′55″ пн. ш. 90°35′21″ зх. д. / 38.94861° пн. ш. 90.58917° зх. д. (38.948489, -90.589069).  За даними Бюро перепису населення США в 2010 році селище мало площу 1,44 км², уся площа — суходіл.

## Демографія
Згідно з переписом 2010 року, у селищі мешкала 141 особа в 56 домогосподарствах у складі 34 родин. Густота населення становила 98 осіб/км².  Було 71 помешкання (49/км²).
Расовий склад населення:
| - 97,9 % — білих |

До двох чи більше рас належало 1,4 %. Частка іспаномовних становила 2,1 % від усіх жителів.
За віковим діапазоном населення розподілялося таким чином: 18,4 % — особи молодші 18 років, 56,8 % — особи у віці 18—64 років, 24,8 % — особи у віці 65 років та старші. Медіана віку мешканця становила 48,5 року. На 100 осіб жіночої статі у селищі припадало 101,4 чоловіків;  на 100 жінок у віці від 18 років та старших — 94,9 чоловіків також старших 18 років.
За межею бідності перебувало 28,8 % осіб, у тому числі 54,2 % дітей у віці до 18 років та 3,7 % осіб у віці 65 років та старших.
Цивільне працевлаштоване населення становило 51 осіб. Основні галузі зайнятості: освіта, охорона здоров'я та соціальна допомога — 21,6 %, виробництво — 19,6 %, мистецтво, розваги та відпочинок — 19,6 %.